# Oron (Adelsgeschlecht)
Die Herren von Oron waren ein waadtländisches Adelsgeschlecht.

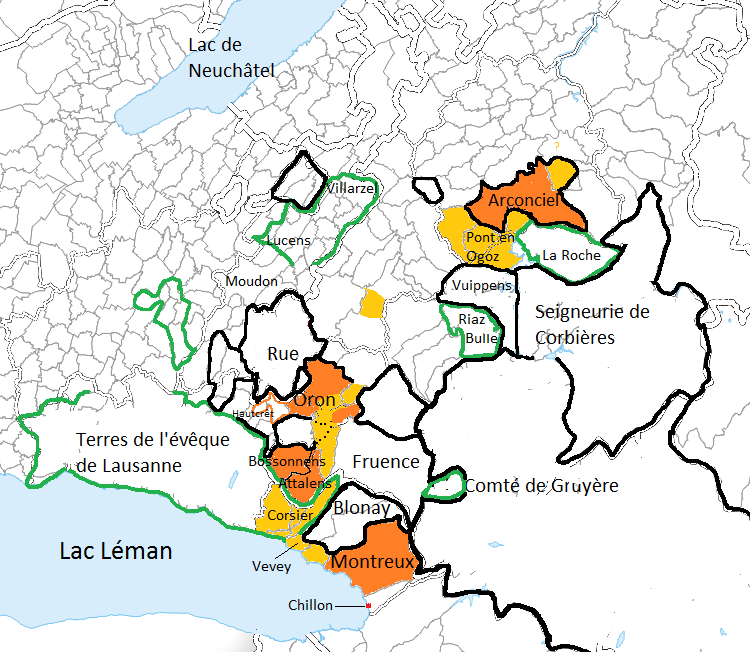
Besitzungen der Familie (orange) und Gebiete, in denen die Familie nicht alle Rechte hat (gelb).

## Geschichte
Die Oron werden erstmals im 12. Jahrhundert als Kastvögte der Abtei Saint-Maurice d’Agaune erwähnt. Zum Besitz der Abtei gehörte auch Oron-le-Châtel mit dem gleichnamigen Schloss der Familie. Neben der Herrschaft Oron besass die Familie noch Attalens und Bossonnens, sowie, gemeinsam mit den Blonay, Rechte über Vevey. Die d’Oron gehen auf Guillaume II. († vor 1215) zurück. Nach dem Tod seines Sohnes Rudolf († nach 1244) teilte sich die Familie, Attalens und Bossonnens fielen an Rudolfs jüngsten Sohn Amadeus. Die Oron waren zu Beginn des 13. Jahrhunderts Vasallen der Grafen von Genf, traten später jedoch immer mehr in den Dienst der Grafen von Savoyen. Sie beteiligten sich an der Seite Savoyens an den Feldzügen im Pays de Gex, im Wallis, im Hundertjährigen Krieg sowie am Kreuzzug von Graf Amadeus VI. Die Familie stellte je einen Bischof von Lausanne und Sitten. Als die Familie Ende des 14. Jahrhunderts erlosch, fiel ihr Besitz an die Grafen von Greyerz. Die Grabstätte der Familie befand sich in Haut-Crêt.

## Besitzungen
Oron

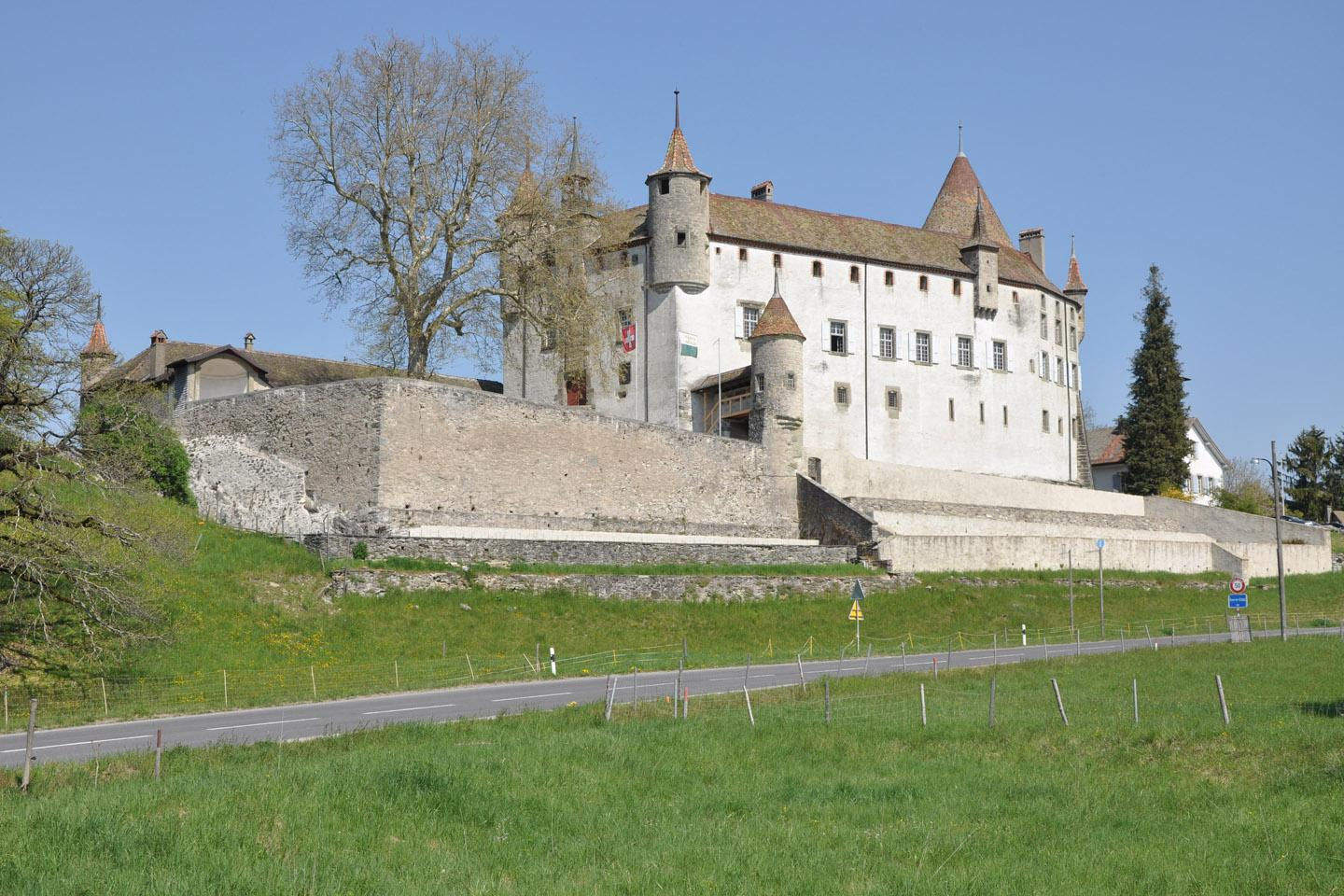
Das Schloss Oron

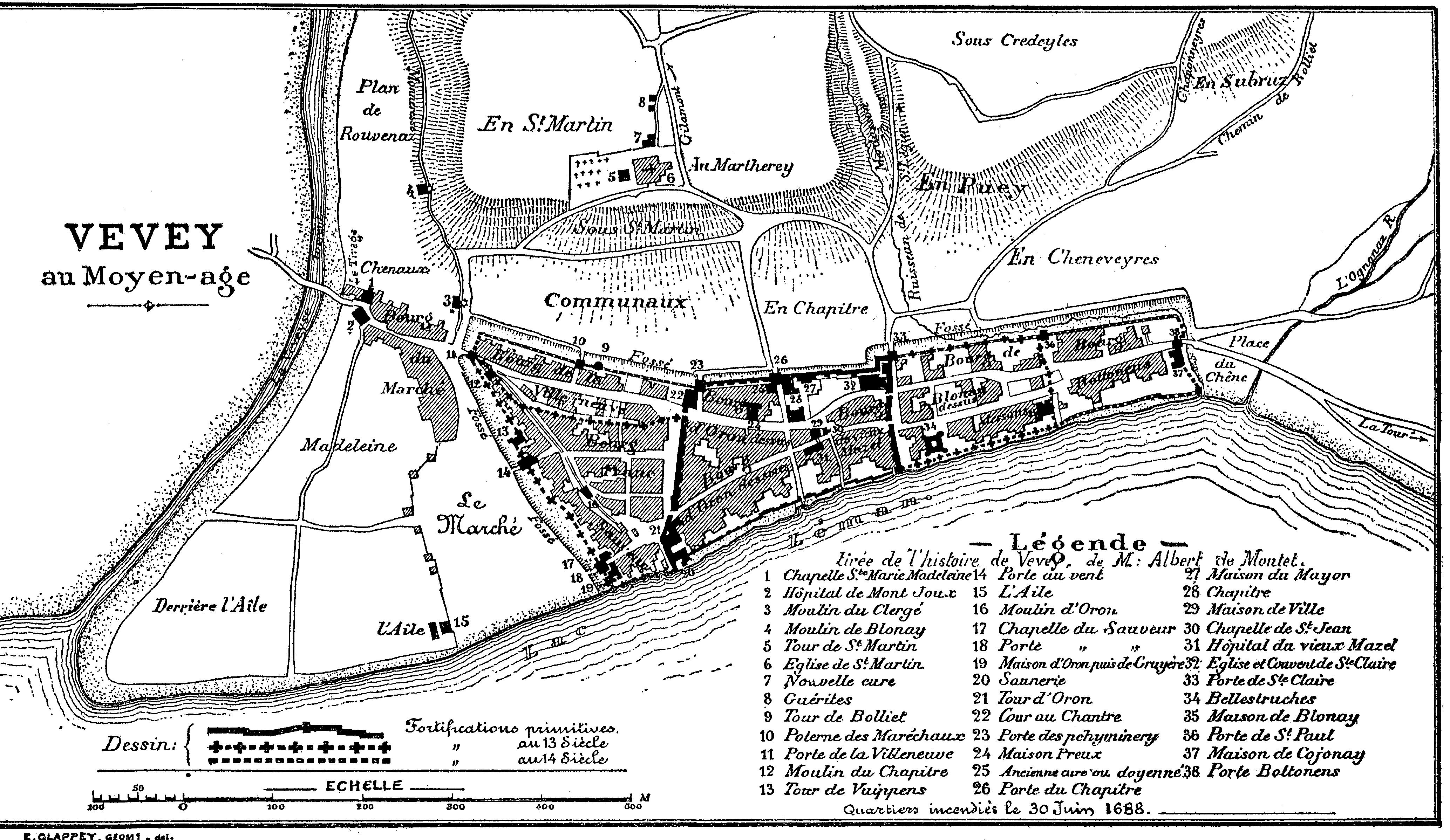

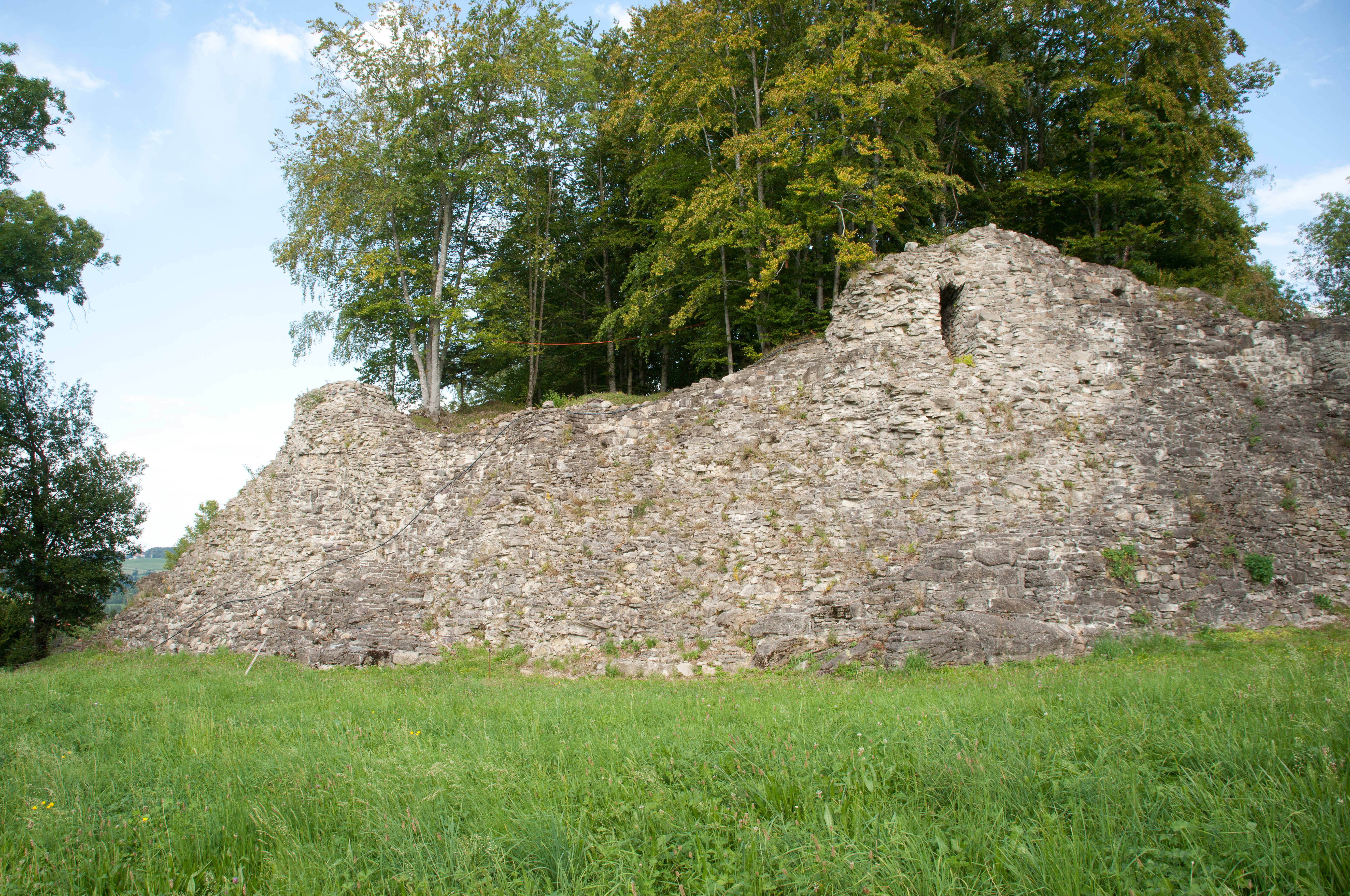
Das Schloss Bossonnens

Besencens, Fiaugères und Porsel gehörten der Herrschaft Oron.
Bossonnens und Attalens
Die Oron erbten Bossonnens und Attalens vom Adelsgeschlecht Blonay und waren mit dieser Familie verwandt. Die beiden Herrschaften waren zumeist in den Händen eines Familienmitglieds der Oron vereint, nur zwischen 1300 und 1375 waren sie auf zwei Linien der Oron verteilt. Sie sind in Bossonnens erstmals im Jahr 1221 nachweisbar, als Rudolf I. von Oron Land für eine Kapellenstiftung abtritt, und besassen die Burg, die sie nachweislich im 13. Jahrhundert ausbauten. Er muss also bereits im Jahr 1221 das Erbe seines Onkels Vaucher III. de Blonay angetreten haben. Amédée d’Oron, der beide Burgen von einem Vater Rudolf erhalten hatte, gründete oberhalb des Dorfes und direkt neben der Burg den Marktflecken, der aber kein Stadtprivileg erhielt. Zudem erwarb er die Orte Tatroz, Vuarat, La Rougève, La Siva und Remaufens. Marguerite d’Oron, Tochter von Aymon II. d’Oron, war es schliesslich, von der 1410 Bossonnens an die Adelsfamilie de La Sarraz vererbt wurde, in die sie eingeheiratet hatte. Schloss Attalens errichteten die Oron um 1200 als Burg.
Arconciel
Die Herrschaft Arconciel war zwischen 1342 und 1350 im Besitz der Oron. Neben dem Ort und der Burg Arconciel sowie der Burg Illens gehörten zu der Herrschaft Arconciel unter Wilhelm VI. von Oron (französisch Guillaume VI. d’Oron) die Dörfer Farvagny, Sâles, Treyvaux, Ecuvillens, Magnedens und Corpataux. Die Witwe von Wilhelm, Luquette von Greyerz, heiratete 1350 Peter II. von Aarberg, an den die Herrschaft somit fiel.
 Châtelard 
In Le Châtelard erwarb im Jahr 1295 Girard d’Oron vom Bischof von Sitten das Viztum Montreux und wurde Barone von Châtelard. Der östliche Teil der Herrschaft wurde 1317 durch Girard II. an die Savoyer abgetreten, der Rest der Herrschaft kam 1338 durch der Erbin Marie d’Oron Heirat an den Baron François von La Sarraz. Sie selbst lebte dort bis 1364.
Pont
Die Oron waren im Schloss Pont Mitherren (französisch Coseigneurs), nachdem ihnen Konrad von Pont über seine Frau seinen Anteil vererbte. Ab dem Jahr 1352 hatte Aymon von Oron es wohl ganz in Besitz. Allerdings starb er kinderlos und vererbte es an seinen Neffen Rodolphe de Langin.
Vuisternens-devant-Romont
Im 14. Jahrhundert besassen die Oron die Herrschaft teilweise als Lehen, waren also wohl Mitherren. Es war Rudolf von Oron, der in den Jahren 1342 und 1347 diese Teile (von Jaquet bzw. Jean) erwerben konnte. In den Jahren 1341 und 1357 huldigten die Herren von Vuisternens denen von Oron.
Vevey
Die Herren von Oron waren Mitherren derer de Blonay, aber auch mindestens zeitweise deren Vasallen, wie eine Huldigung aus dem Jahr 1284 zeigt. Zuvor waren die Lehnsherren der Oron die Bischöfe von Sitten, ein Amt, das sie aber zeitweise im 13. Jahrhundert selbst innehatten (Pierre d’Oron (Sitten)). Sie gründeten den Bourg franc (zwischen 1238 und 1241) und die Stadtquartiere Villeneuve (in 1290), Le Marché (vor 1356) und Le Sauveur (vor 1397). Die meisten ihrer dortigen Rechte traten sie allerdings schon im Jahr 1314 an die Savoyer ab.
Corsier-sur-Vevey
Ein Teil der Herrschaft Corsier-sur-Vevey gehörte den Oron. Sie waren hier ab dem Jahr 1284 Vasallen der verwandten Familie de Blonay, offenbar ähnlich wie in Vevey zugleich als Mitherren.

## Zum Dienst des Hauses Savoyen
Die Familie Oron hat zahlreiche Aufgabe zum Dienst von Savoyen ausgeübt. Dazu zählen: Schlossherr von Rue, Schlossherr von Romont oder auch Vogt der Waadt, welcher Rudolf von Oron von 1335 bis 1340 war und Aymon von Oron von 1358 bis 1359.

## Familienmitglieder
- Pierre d’Oron († 1287), ab 1273/75 Bischof von Sitten
- Pierre d’Oron († 1323), ab 1313 Bischof von Lausanne